# توم سنغ
توم سنغ (بالإنجليزية: Tom Sang) هو لاعب كرة قدم بريطاني في مركز الوسط، ولد في 29 يونيو 1999 في ليفربول في المملكة المتحدة. لعب مع مانشستر يونايتد.